# Kaspars Bērziņš
Kaspars Bērziņš, né le 25 août 1985, à Ogre, en République socialiste soviétique de Lettonie, est un joueur letton de basket-ball. Il évolue aux postes d'ailier fort et de pivot.

## Biographie
En janvier 2017, Bērziņš rejoint le Lokomotiv Kouban-Krasnodar.
Il joue à la SIG Strasbourg, en championnat de France lors de la saison 2022-2023 (jusqu'en janvier 2023).

## Palmarès
- Vainqueur de l'EuroCoupe 2008